# Spit On Your Grave
Spit On Your Grave es una banda de Death Metal formada en el año 2012 en Monterrey, N.L México. Es referente nacional en el death metal liderado por mujeres. Ha girado con bandas como Cannibal Corpse, Nile, Nervosa, Carcass,  Brujería, Chelsea Grin y Dark Tranquillity. En 2024 firmó contrato con el reconocido sello discográfico Concreto Records para el lanzamiento de su álbum "Arkanum", su sonido es una mezcla de golpes agresivos, riffs castigadores, líneas de bajo aplastantes y ritmos explosivos.
Su nombre está inspirado en la película de horror "I Spit On Your Grave" de 1978 dirigida por Meir Zarchi. En 2021 fue nominada en el 2021 en la categoría "Banda Promesa" en los Premios de Metal Kalani y en 2024 sus integrantes Elizabeth Castillo (bajo), Caro Saturni (Guitarra) y Marlene Muñoz (voz) fueron nombradas como "Metal Chick Of The Month" por la revista The Headbanging Moosede Toronto,Canadá.

## Discografía
- Arkanum (2024)
- The Night Of The Women's Rites (2018)
- Ixik Uh (single) (2022)
- Unblessed (EP) (2015)
- Existential Murderer (2014)

## Videografía
- The Infection (2024)
- Aphrodite (2023)
- Antipatía (2020)
- You will be my torture (2014)

## Miembros
| Nombre             | Instrumento | Año               |
| ------------------ | ----------- | ----------------- |
| Elizabeth Castillo | Bajo        | 2012 - Actualidad |
| Caro Saturni       | Guitarra    | 2016 - Actualidad |
| Nicolás Garza      | Batería     | 2018 - Actualidad |
| Marlene Muñoz      | Voz         | 2020 - Actualidad |
| Liz Chavez         | Guitarra    | 2024 - Actualidad |

Antiguos miembros:
- Kenia Olvera: Guitarra (2017 - 2024)
- Karen Guardiola: Voz (2018 - 2019)
- Aldo Guerra: Batería (2016 - 2018)